# Kontakt-Simon
Kontakt-Simon SA – przedsiębiorstwo osprzętu elektroinstalacyjnego z siedzibą w Czechowicach-Dziedzicach, jedno z założycieli Krajowej Izby Gospodarczej Elektryki i członek Krajowej Izby Gospodarczej Elektroniki i Telekomunikacji.

## Historia
Przedsiębiorstwo utworzone 12 lipca 1921 roku z inicjatywy przedstawicieli polskiego przemysłu wraz z Bankiem Przemysłowym oraz Śląskim Bankiem Przemysłowym. Pierwsza nazwa firmy to Spółka Akcyjna Przemysłu Elektrycznego w Czechowicach. Początkowo fabryka produkowała oporniki i regulatory, sprzęt instalacyjny, oświetleniowy i sygnalizacyjny oraz mierniki elektryczne. Do asortymentu dołączono oprawki izolacyjne, gniazda bezpiecznikowe, wyłączniki pokrętne oraz bardzo popularne w tamtych czasach gniazda wtyczkowe w obudowie porcelanowej.
W 1933 roku w Czechowicach powstaje jedno z najnowocześniejszych w Polsce laboratoriów zakładowych i uzyskuje uprawnienia do przeprowadzania procesu legalizacji i prób. Przed II wojną światową, w 1934 roku, rozpoczyna produkcję liczników mocy. W 1935 roku zostaje opublikowany pierwszy katalog z produktami, przedstawiający wszystkie wyroby wraz z ilustracjami, opisem oraz dostępnymi kolorami.
Po zakończeniu II wojny światowej, 1 stycznia 1951 roku, Zarządzeniem Ministra Przemysłu Ciężkiego, na przedwojennej bazie utworzono przedsiębiorstwo państwowe pod nazwą Czechowickie Zakłady Wytwórcze Sprzętu instalacyjnego z siedzibą w Czechowicach k/Bielska.
W 1952 roku w fabryce powstają pierwsze złącza wielostykowe, a następnie nowe typy przełączników i łączników hermetycznych. W 1955 roku oferta obejmuje ponad 400 pozycji.
W 1974 roku firma rozpoczyna produkcję bezpiecznika wkrętkowego, a w 1978 roku firma, jako pierwsza, produkuje wyłącznik światła na podczerwień, stając się tym samym prekursorem zastosowania elektroniki w sprzęcie elektroinstalacyjnym.
W 1988 roku zakład rozpoczyna produkcję przedłużaczy i przyłączy, produktów mających duży udział w sprzedaży eksportowej. W latach 80. symbolem firmy stają się charakterystyczne, zbudowane z elementów mosiądzu, drewna i szkła oprawy oświetleniowe oraz ściemniacze regulujące natężenie oświetlenia sufitowego.
W latach 90. firma przechodzi największe zmiany restrukturyzacyjne i produkcyjne. 1 lipca 1994 roku następuje jej przekształcenie w jednoosobową spółkę Skarbu Państwa o nazwie Fabryka Sprzętu Elektrotechnicznego „KONTAKT SA”. Rok później akcje spółki zostają wniesione do Narodowych Funduszy Inwestycyjnych. NFI Magna Polonia w 2003 roku sprzedaje akcje włoskiej firmie Urmet Domus International SA. Obecnie, Urmet oraz hiszpańska grupa Simon Holding S.L. są równoważnymi udziałowcami posiadającymi po 50% akcji spółki. Od 2005 roku firma działa pod nazwą KONTAKT-SIMON SA.

## Kalendarium
- 1921 – powstanie przedsiębiorstwa
- 1933 – powstanie laboratorium zakładowego
- 1934 – rozpoczęcie produkcji liczników mocy
- 1935 – druk pierwszego katalogu z produktami
- 1951 – powołanie przedsiębiorstwa państwowego
- Lata 50. – zwiększenie asortymentu do ponad 400 pozycji
- 1974 – początek produkcji bezpiecznika wkrętkowego
- 1978 – początek produkcji wyłącznika na podczerwień
- Lata 80. – eksportowa produkcja przedłużaczy i przyłączy
- 1994 – przekształcenie przedsiębiorstwa w jednoosobową spółkę Skarbu Państwa
- 2003 – pierwszy udziałowiec zagraniczny
- 2005 – zmiana nazwy na Kontakt-Simon SA